# Paulino Reale Chirina
Paulino Reale Chirina (* 25. Januar 1924 in Canicattini Bagni, Italien; † 29. März 2012 in Luján de Cuyo, Argentinien) war römisch-katholischer Bischof von Venado Tuerto in Argentinien.

## Leben
Reale Chirina trat 1937 in das Kleine Priesterseminar von Syrakus an der Ostküste der italienischen Region Sizilien ein; 1938 siedelte er mit seiner Mutter nach Argentinien über, wo sein Vater seit 1926 lebte. In San Juan und Córdoba besuchte er die Priesterseminare und absolvierte dort die Priesterausbildung. Er empfing am 5. Dezember 1948 die Priesterweihe für das Bistum Mendoza in der Pfarrkirche von Maipú (Mendoza). Er war von 1949 bis 1952 Pfarrvikar von Unserer Lieben Frau in Luján de Cuyo und 1952 bis 1968 Pfarrer von St. Maria in Goretti. Von 1968 bis 1989 war er Pfarrer von Unserer Lieben Frau in Luján de Cuyo in der argentinischen Provinz Mendoza.
Er engagierte sich für die Katholische Aktion, dabei vor allem für Jugendliche und Arbeiter. Er baute die Schulen Santa María Goretti und San Pablo auf sowie die Nachbarschaftshilfe Santa Inés. Er war 1959 Mitglied der Cuerpo Párrocos Consultores. Er lehrte als Professor am Diözesanseminar von Mendoza und von 1975 bis 1983 am Colegio de Consultores. Reale war von 1982 bis 1984 Dekan von Godoy Cruz und Mitglied des Priesterrats.
Papst Johannes Paul II. ernannte ihn am 19. Juni 1989 zum Bischof von Venado Tuerto. Der Erzbischof von Córdoba Raúl Francisco Kardinal Primatesta spendete ihm am 8. September 1989 die Bischofsweihe; Mitkonsekratoren waren Cándido Genaro Rubiolo, Erzbischof von Mendoza, und Ubaldo Calabresi, Apostolischer Nuntius in Argentinien. Papst Johannes Paul II. nahm am 16. Dezember 2000 sein altersbedingtes Rücktrittsgesuch an.
Er war Mitglied des Ritterordens vom Heiligen Grab zu Jerusalem.